# GlobalLogic

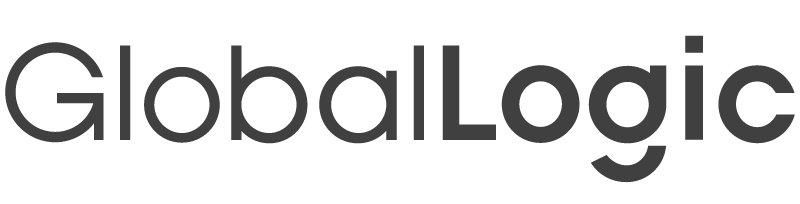
Logo von GlobalLogic

GlobalLogic ist ein Dienstleistungsunternehmen für softwarebasierte Produktentwicklung. Das Unternehmen wurde im Jahr 2000 gegründet und hat seinen Hauptsitz in San José, Kalifornien. Seit 31. März 2021 befindet sie sich im Besitz der Hitachi Ltd. Corporation.

## Leistungen und Geschäftsbereiche
GlobalLogic bietet R&D-Softwaredienstleistungen, kundenspezifische Softwarelösungen und Beratungskompetenz für Unternehmen aus den Branchen Halbleiter, Fabrikation, Fahrzeuge, Digitale Medien, Elektronik, Gesundheitswesen, Finanzen, Einzelhandel und der Telecom-Industrie an.
Dabei deckt GlobalLogic alle Phasen des Entwicklungszyklus ab und ist spezialisiert auf die Softwareentwicklung in den Themengebieten eingebettete Systeme, Mobile Lösungen, machine-to-machine, Sicherheit und Internet der Dinge.

## Präsenz
Das Unternehmen unterhält Forschungs- und Entwicklungszentren in Polen (Krakau, Breslau, Koszalin, Zielona Góra, Stettin), Kroatien (Zagreb), Slowakei (Košice, Žilina, Banská Bystrica), Ukraine (Kiew, Charkiw, Lwiw, Mykolajiw), Israel (Raʿanana), Indien (Noida, Bengaluru, Nagpur, Hyderabad, Gurugram, Chennai), USA (San José), Kanada (Toronto) und Argentinien (Buenos Aires, Mendoza, La Plata) mit mehr als 13.000 Mitarbeitern (Stand: Februar 2019).

## Geschichte
GlobalLogic wurde im Jahr 2000 ursprünglich als „Induslogic“ gegründet, mit Hauptsitz in Vienna, Virginia, einem Auslieferungszentrum in Indien und finanziert von New Atlantic Ventures.
Durch die Fusion mit dem Offshore-Software-Unternehmen, das spezialisiert war auf Telekommunikation-Technologien und Mobile Lösungen erhielt man zusätzliche Standorte in New Jersey und der Ukraine.
Als Induslogic 2006 schließlich mit der Firma Bonus-Technologies fusionierte, entstand der heutige Firmennamen „GlobalLogic“.
Um seine internationale Präsenz zu verbessern, eröffnete GlobalLogic 2008 ein Büro in London und 2011 ein Büro in Santiago de Chile. Im Jahr 2014 eröffnete GlobalLogic neue Lieferzentren in Europa und Indien.
Das Wachstum wurde durch Akquisitionen unterstützt.

## Akquisitionen
- 2006: Lambent Technologies; ein Offshore-Software-Unternehmen mit Schwerpunkt in der Mobiltechnologie[7]
- 2008: InterObject, ein Unternehmen, spezialisiert auf die Entwicklung von Embedded Software, Mobiltechnologie und Streaming-Media-Produkte[8]
- 2010: Cubika, spezialisiert auf die Entwicklung von Softwareprodukten für die Medien-, Unterhaltungs-, Telekommunikations- und Finanzindustrie[9]
- 2011: Rofous Software, ein Unternehmen, das sich auf das Themengebiet Content-Engineering spezialisiert hat[10]
- 2011: Method Incorporated, ein Beratungsunternehmen für Experience-Design, mit Büros in San Francisco, New York City und London.[11]
- 2016: REC Global, ein in Polen ansässiges Unternehmen, das sich auf die Entwicklung hardwarenaher Programmierung spezialisiert hat und maßgeschneiderte Softwarelösungen für Kunden der Branchen Automotive, Telekommunikation und Industrieautomatisierung anbietet[12]